# David Buchsbaum
David Alvin Buchsbaum (né le 6 novembre 1929 et mort le 8 janvier 2021) est un mathématicien américain qui travaillait en algèbre.

## Biographie
Buchsbaum obtient sa licence à l'université Columbia de New York en 1949 et son doctorat en 1954 sous la direction de Samuel Eilenberg à l'Université Columbia (titre de la thèse : Exact Categories and Duality ). Comme post-doc, il est instructor à l'université de Princeton et à l'université de Chicago.
En 1956, il devient professeur assistant et en 1959 professeur associé à l'université Brown et 1961 professeur associé à l'Université Brandeis. En 1963, il y obtient un poste de professeur titulaire ; de 1962 à 1964, et à nouveau de 1980 à 1982 et de 1994 à 1996, dirige la faculté de mathématiques. En 1999, il devient professeur émérite.
Buchsbaum est professeur invité à Rome, Bologne, Turin, Gênes, Montpellier, Valladolid et Caracas, et d'autres encore.

## Recherche
Buchsbaum travaille en algèbre commutative et algèbre homologique et sur la théorie des représentations des algèbres et des groupes. Il publie, notamment avec Maurice Auslander, à partir de 1956, entre autres sur la théorie des anneaux noetheriens, et avec David Eisenbud, Gian-Carlo Rota. En 1955, il donne une définition axiomatique de la notion de catégorie abélienne, indépendamment d'Alexandre Grothendieck.

## Prix et distinctions
En 1965/66, il est boursier Guggenheim. En 2012, il est élu fellow de l'American Mathematical Society. En 1995, il est élu à l'Académie américaine des arts et des sciences. Parmi ses élèves, il y a notamment Peter J. Freyd.

## Publications (sélection)
- Giandomenico Boffi et David A. Buchsbaum, Threading homology through algebra : selected patterns, Oxford University Press, coll. « Oxford Mathematical Monographs », 2006, xi + 255 (ISBN 0-19-852499-4, zbMATH 1105.1300).
- Maurice Auslander et David A. Buchsbaum, Groups, rings, modules, Harper et Row, coll. « Harper’s Series in Modern Mathematics », 1974, x+470 (zbMATH 0325.13001).

- David A. Buchsbaum, « Lectures on regular local rings », Lect. Notes Math., vol. 86 « Proc. Conf. Category Theory Homology Theory Appl. Vol. I »,‎ 1968, p. 13-32 (zbMATH 0197.31603)
- Maurice Auslander et David A. Buchsbaum, « Homological dimension in Noetherian rings », Transactions of the American Mathematical Society, vol. 85,‎ 1957, p. 390–405
- David A. Buchsbaum, « Through a glass », Brandeis University, 2007 (consulté le 10 septembre 2021). — Souvenirs

## Article lié
- anneau de Buchsbaum (en)